# Неватим (мошав)
Неватим (ивр. נבטים‎) — мошав, расположенный на севере пустыни Негев.

## История
Мошав был основан на исходе Йом-Киппура 1946 года с 5 на 6-е октября во время операции «11 населённых пунктов» в пустыне Негев.
Основатели мошава были в основном евреи из Венгрии. После войны в 1954 году мошав был восстановлен вблизи старого расположения. Новые поселенцы были евреями из Индии.

## Население
По данным Центрального статистического бюро Израиля, население на начало 2020 года составляло 422 человека.